# HD33641
HD33641 — подвійна зоря. 
Ця подвійна система має видиму зоряну величину в смузі V приблизно 4,9.
Вона розташована на відстані близько 162,4 світлових років від Сонця.

## Подвійна зоря
Головна зоря цієї системи належить до хімічно пекулярних зір й має спектральний клас A3.
Інша компонента має  спектральний клас F1.

## Фізичні характеристики
Зоря HD33641 обертається 
досить швидко 
навколо своєї осі. Проєкція її екваторіальної швидкості на промінь зору становить  Vsin(i)= 92км/сек.